# 1014 (číslo)
Tisíc čtrnáct je přirozené číslo. Následuje po číslu tisíc třináct a předchází číslu tisíc patnáct. Římskými číslicemi se zapisuje MXIV  a řeckými číslicemi ͵αιδʹ.

## Matematika
1014 je:
- Abundantní číslo
- Složené číslo
- Šťastné číslo

## Astronomie
- (1014) Semphyra je planetka hlavního pásu, kterou objevil v roce 1924 Karl Wilhelm Reinmuth

## Roky
- 1014
- 1014 př. n. l.